# Schlesischer Rundfunk GmbH
Силезское радио (Schlesischer Rundfunk GmbH, до 1933 года — Schlesische Funkstunde AG) — некоммерческое общество с ограниченной ответственностью (до 1933 года - некоммерческое акционерное общество) существовавшее в 1924-1943 гг. 

## Радиовещательная деятельность компании
Радиокомпания с 26 мая 1924 до 1 апреля 1934 года вещала по силезской программе, звучавшей на средних волнах на волне 416 м.

## Владельцы, руководство, структура
Радиокомпания принадлежала:
- (в 1924-1933 гг.)
  - на 100% - Отто Луммеру;
- (в 1926—1933 гг.)
  - на 51% - Рейхсминистерству почт и Министерству народного просвещения земли Пруссия;
  - на 49% - частным компаниям;
- (в 1933-1934 гг.)
  - на 51% - некоммерческому обществу с ограниченной ответственностью «Рейхсрадио»;
  - на 49% - Министерству народного просвещения земли Пруссия.

## Руководство
Руководство радиокомпанией осуществляли:
- (в 1924-1926 гг.)
  - наблюдательный совет, состоявший из представителей частных компаний;
  - правление, состоявшее из директора и интенданта;
- (в 1926-1932 гг.)
  - наблюдательный совет (Aufsichtsrat), состоявший из рейхскомиссаров имперского министерства почт по радиовещанию, статскомиссаров земли Пруссия по радиовещанию и представителей частных компаний;
  - правление (Vorstand), состоявшее из директора и интенданта, утверждавшегося контрольным комитетом,
  - контрольный комитет (Überwachungsausschuß), состоявший из рейхскомиссара Имперского министерства почты по радиовещанию и статс-комиссаров правительства земли Пруссия по радиовещанию, одновременно являвшиеся членами наблюдательного совета
  - культурный совет (Kulturbeirat), члены которого назначались правительством земли по согласованию с имперским министром внутренних дел[2] и не являлись членами наблюдательного совета.
- (в 1932-1934 гг.)
  - статскомиссар по радиовещанию Министерства народного просвещения земли Пруссия, которому были подчинены художественный руководитель и хозяйственно-технический руководитель;
  - программный совет (Programmbeirat)[3][4], назначавшийся Пруссией по согласованию с Имперским министром внутренних дел[5],из числа лиц не являющихся членами или служащими её правительства этих;
  - интендант;
  - директор.

## Подразделения
- (через директора)
  - Бухгалтерия и касса
  - Отдел кадров
  - Библиотека
  - Производственно-технический отдел (Technische Betriebsstelle)
  - Пресс-служба (Pressedienst)
- (через интенданта)
  - Программное управление
  - Служба новостей (Nachrichtendienst);
  - Литературный отдел (Litherarische abteilung);
  - Музыкальный отдел (Musikalische abteilung)
  - Отдел лекций и образовательного радио (Vortrags- und schulfunkabteilung)

## Активы
Радиокомпании принадлежали:
- радиодом в Бреслау;
- радиостанция с позывным в 1924—1933 гг. «СФАГ» (SFAG), в 1933—1934 гг. — «Бреслау»[6];
- в 1925-1933 гг. - 6,1% капитала некоммерческого общества с ограниченной ответственностью «Рейхсрадио».

## Финансирование
Радиокомпания финансировалась:
- (в 1922-1925 гг.)
  - за счёт продажи рекламного времени;
- (в 1925-1931 гг.)
  - Имперским министерством почт;
  - в меньшей степени - за счёт продажи рекламного времени;
- (в 1931-1934 гг.)
  - некоммерческим обществом с ограниченной ответственностью «Имперское радио»
    - преимущественно от средств от сбора абонемента со всех владельцев радиоприёмников;
    - на 0,2% - за счёт продажи рекламного времени.
    - в меньшей степени - за счёт продажи другим других радиоорганизациям прав на создание радиоспектаклей по мотивам радиоспектаклей поставленных компанией, издания их на аудионосителях, продажи лицензий на создание по их мотивам других художественных произведений (экранизаций, новеллизаций, театральных адаптаций).

## Правопреемники
Поглощена некоммерческим обществом с ограниченной ответственностью «Рейхсрадио» в 1934 году.